# Andreas Stephan Mensing
Andreas Stephan Men(s)sing(-Claus) (* 8. Juni 1796 in Offenbach am Main; † 15. Oktober 1864 in Frankfurt am Main) war ein Kaufmann und Politiker der Freien Stadt Frankfurt.

## Leben
Mensing (oder Menssing) heiratete am 31. Juli 1833 Johanne Mathilde Louisa Claus und nannte sich später zur Unterscheidung von Namensvettern Mensing-Claus.
Mensing war Kaufmann in Frankfurt am Main. Er war Teilhaber der Firma Joh. Conrad Eckhardt jun., einem Großhandel für englische Manufakturwaren. Von 1838 bis 1845 war er Mitglied der Frankfurter Handelskammer. 
Er gehörte von 1844 bis 1845 und erneut 1848 dem Gesetzgebenden Körper an. Von 1845 bis 1852 war er auch Mitglied der Ständigen Bürgerrepräsentation der Freien Stadt Frankfurt.